# Mayo (Flórida)
Mayo é a única vila localizada no estado americano da Flórida, no condado de Lafayette, do qual é sede. Foi incorporada em 1903.

## Geografia
De acordo com o United States Census Bureau, a vila tem uma área de 2,3 km², onde todos os 2,3 km² estão cobertos por terra.

### Localidades na vizinhança
O diagrama seguinte representa as localidades num raio de 48 km ao redor de Mayo.

## Demografia
Segundo o censo nacional de 2010, a sua população é de 1 237 habitantes e sua densidade populacional é de 530,7 hab/km². Possui 488 residências, que resulta em uma densidade de 209,35 residências/km².